# Zarečnyj (Penzenská oblast)
Zarečnyj (rusky Заречный, v letech 1962–1992 Пенза-19 – Pensa-19 ) je uzavřené město v Penzenské oblasti v Ruské federaci. Při sčítání lidu v roce 2010 měl přes třiašedesát tisíc obyvatel.

## Poloha a doprava
Zarečnyj leží dvanáct kilometrů na východ od Penzy, správního střediska oblasti. Severně od něj prochází silnice M-5 Ural vedoucí z Penzy do zhruba pětatřicet kilometrů vzdáleného Gorodišče a dál na východ do Samary.

## Dějiny
Zarečnyj byl založen v roce 1962 jako uzavřené město sloužící k výrobě jaderných zbraní.